# Ermita de la Virgen de Roca Mora
La  ermita de la Virgen de Rocamora o de la Roca Mora es una pequeña ermita románica del siglo XIII que se encuentra en Sopeira, un municipio de la provincia de Huesca, en Aragón (España). Se encuentra en el antiguo lugar de Santoréns, junto al embalse de Escales, al norte del pueblo abandonado de Aulet.

## Historia
La iglesia románica pertenecía a un ermitorio.
Durante un tiempo en el siglo XX se usó como depósito para la dinamita empleada en las obras de los alrededores.
La ermita fue restaurada en 1997 por el mosen Lemiñana, que la salvó de la ruina total. Durante la restauración se colocó en el exterior un altar para celebrar misa de campaña.

## Descripción
Tiene una única nave y cierra al este con un ábside semicircular con saetera con doble derrame, todo construido con sillar bien escuadrado y ajustado. La nave se cubre con una bóveda de cañón a partir de un arco apuntado. En el centro de la bóveda se encuentra un recio fajón que apea en ménsulas empotradas y ayuda a soportar la techumbre moderna, cubierta de pizarra. En la parte inferior, recorriendo ambas paredes, se encuentran bancos corridos de piedra. En el tramo de los pies existía en su momento un coro en alto y un gran vano adintelado en arco de medio punto, por el que se entraba al coro desde el exterior. El acceso fue cerrado posteriormente transformándolo en un óculo abierto de tamaño excesivo, dejando huellas del cambio en la fábrica del muro.
La entrada se realiza por la pared de la fachada sur por una portada sencilla coronada de medio punto dovelado. Guesos mechinales indican que es posible que existiera un porche o pórtico exterior. Para acceder al nivel del templo hay que descender dos escalones.
En el interior se encuentra una pequeña reproducción policromada de una imagen románica de la Virgen de Rocamora y un pequeño altar.